# Presika (Labin)
Presika is een plaats in de gemeente Labin in de Kroatische provincie Istrië. De plaats telt 453 inwoners (2001).